# The Antidote (Moonspell)
The Antidote è il sesto album dell band gothic metal portoghese Moonspell, pubblicato nel 2003 dalla Century Media Records.

## Tracce
1. "In And Above Men" – 4:11
2. "From Lowering Skies" – 5:25
3. "Everything Invaded" – 6:16
4. "The Southern Deathstyle – 4:07
5. "Antidote" – 4:45
6. "Capricorn at Her Feet" – 6:04
7. "Lunar Still" – 6:55
8. "A Walk On The Darkside" – 4:44
9. "Crystal Gazing" – 4:52
10. "As We Eternally Sleep On It" – 7:11

## Formazione
- Langsuyar (Fernando Ribeiro) – voce
- Ares (João Pedro) – basso elettrico
- Mike (Miguel Gaspar) – batteria
- Passionis (Pedro Paixão)– Tastiere, voce
- Mantus (Ricardo Amorim) – chitarra